# Bon point
Pour les articles homonymes, voir BP.

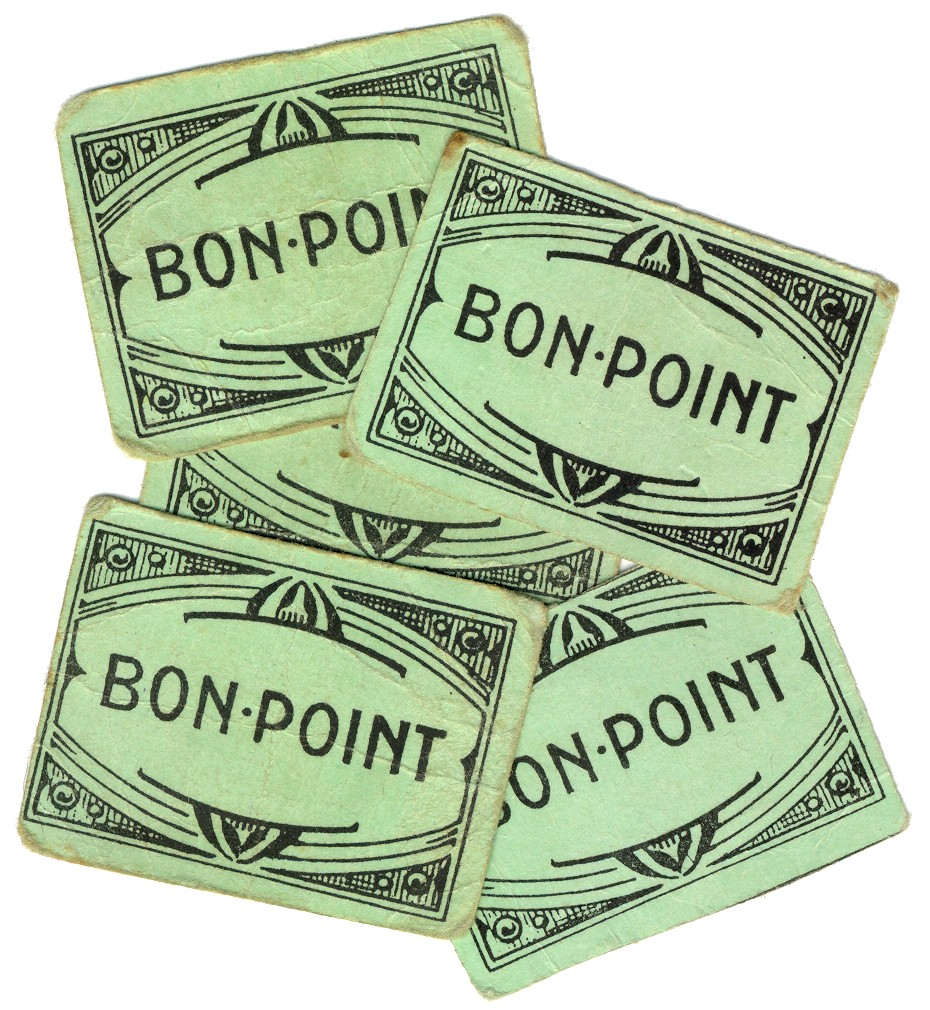
Bons points

Le bon point (parfois abrégé BP) est un système de récompense utilisé principalement dans le système scolaire, et généralement matérialisé par la distribution de petits coupons. C'est une forme (ou un système proche) de système d'économie de jetons.

## Historique
La pratique des bons points naît sous l'Ancien Régime dans le cadre du catéchisme.
Le Catéchisme du diocèse de Lyon, imprimé en 1715 sur ordre de l'archevêque Claude II de Saint-Georges, préconise ainsi de marquer dans un catalogue des « bons points » pour les bonnes réponses, et inversement des « méchants points » sanctionnant « l'immodestie ou l'ignorance » des enfants. Deux ou trois bons points successifs entraînent la remise d'une récompense, et le même nombre de « méchants points » un avertissement adressé aux parents, voire l'exclusion du catéchisme. Des recommandations publiées à Avignon en 1765 précisent que les bons ou mauvais points déjà acquis peuvent être retirés a posteriori en guise de sanction ou d'encouragement.
À la fin du XVIIIe siècle, les bons et mauvais points sont élargis à l'enseignement primaire. Étienne-Marie Barruel propose de les prendre pour base des prix d'excellence mensuels (nommés « prix d'émulation ») récompensant les meilleurs élèves des différentes sections de l'école. La pratique des bons points se généralise en France au cours du siècle suivant.

## Dans les écoles
Ce système est utilisé pour récompenser les élèves dans le système scolaire, notamment en France dans certaines classes élémentaires.
Des bons points sont ainsi distribués par l'enseignant aux élèves méritants. Un bon point est souvent matérialisé sous forme d'un petit coupon de carton tamponné, conservé par l'élève dans une « boîte à bons points ». Dix bons points peuvent être échangés contre une image. L'obtention de quelques images étant souvent récompensée par un cadeau offert par l'enseignant.
Extrait du règlement intérieur de l'école du Pré Vert, de Henriville :
« Les deux autres classes fonctionnent avec le système des bons points. Dix bons points sont échangés contre une petite image. Cinq petites images donnent droit à une grande image, et trois grandes images donnent droit à un livre. Les bons points sont distribués par l’enseignante, pour une réussite et/ou un effort. »
Il peut arriver que certaines classes appliquent encore aujourd'hui le système du bon point, qui n'a cependant plus la vogue qu'il eut autrefois. Pédagogiquement le système des bons points est très critiqué,.

## Autres éléments de récompenses scolaires
Par le passé, et jusqu'à la fin des années 1960, les systèmes de récompense étaient en pratique dans l'enseignement et se déclinaient, en plus des Bons-Points, en de nombreuses procédures : le Tableau d'honneur, les billets de satisfaction et billets d'honneur, les médailles Au mérite, les distributions annuelles de livres de prix.

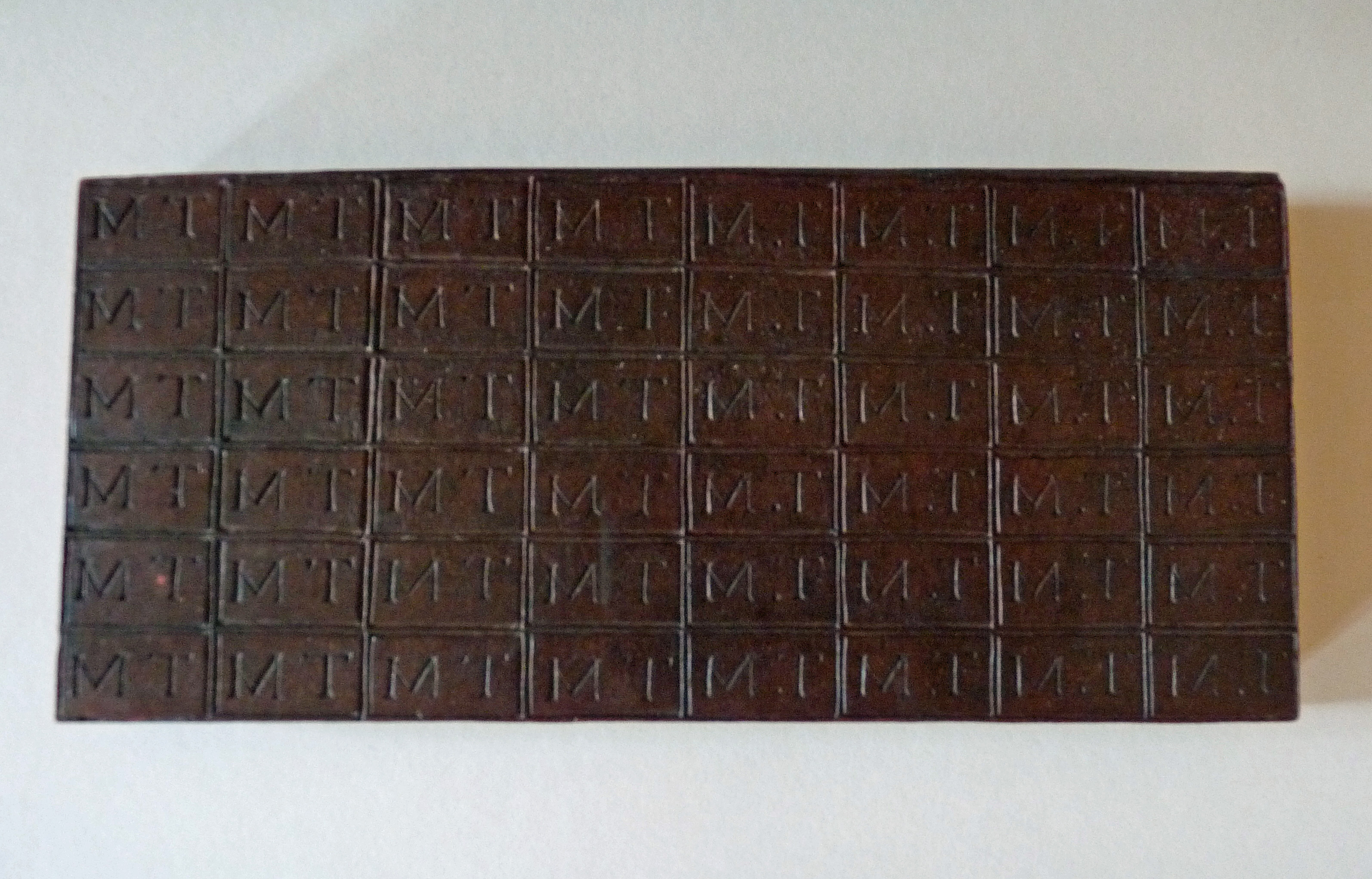
Planche à imprimer les bons points réalisée par le pasteur Oberlin en 1780.
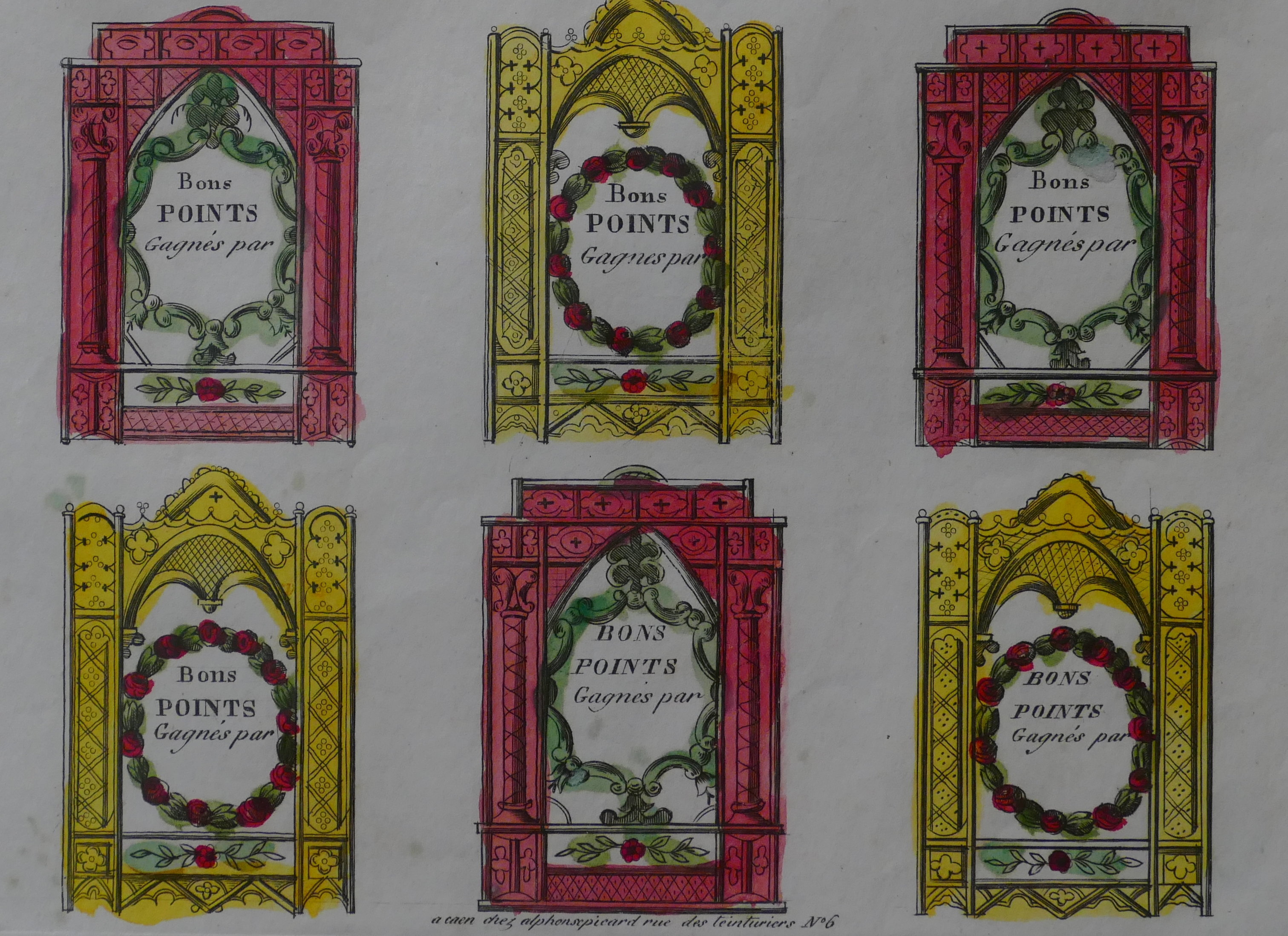
Planche de Bons Points vers 1830. Musée national de l'éducation (Rouen).
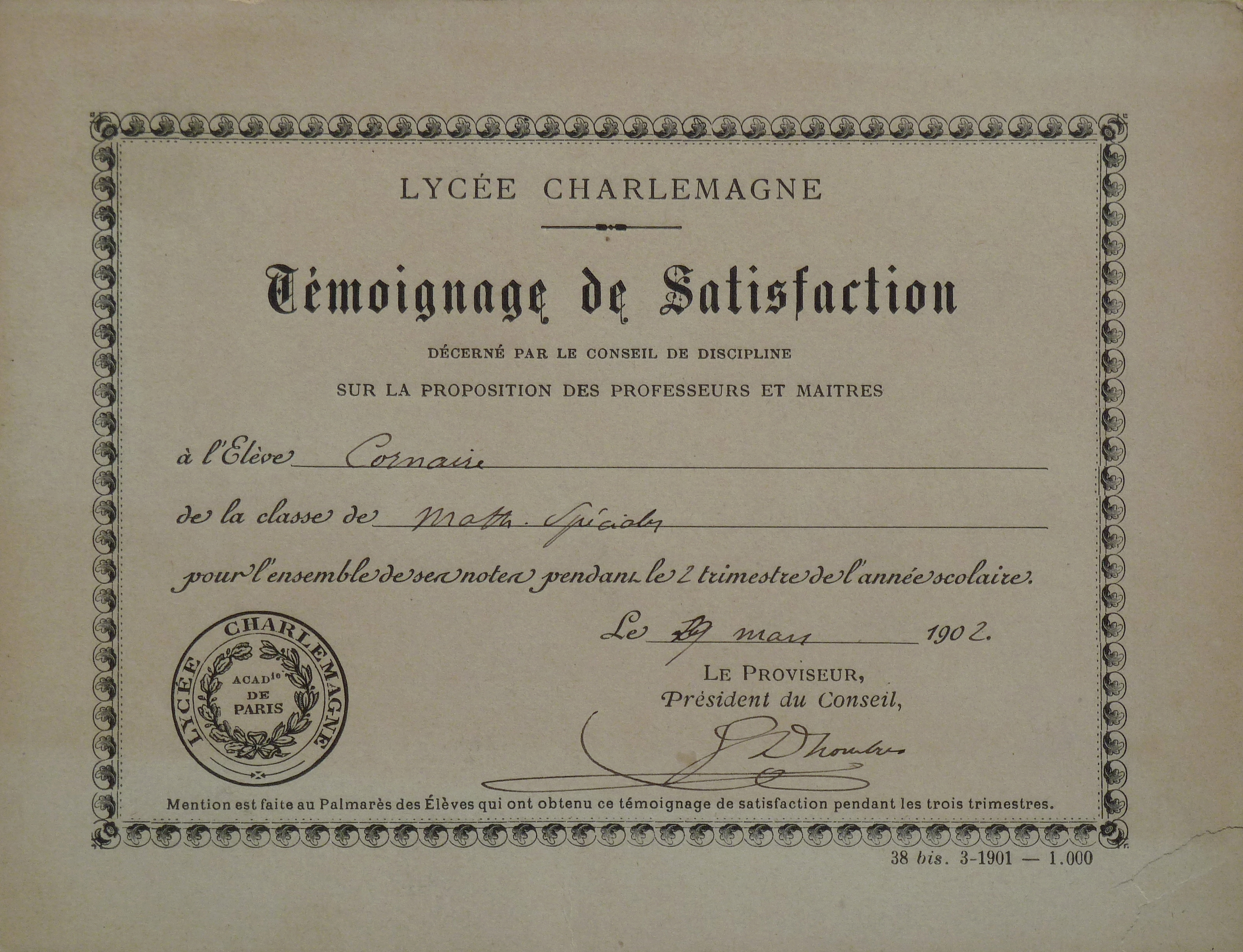
Billet de satisfaction au lycée Charlemagne en 1902.
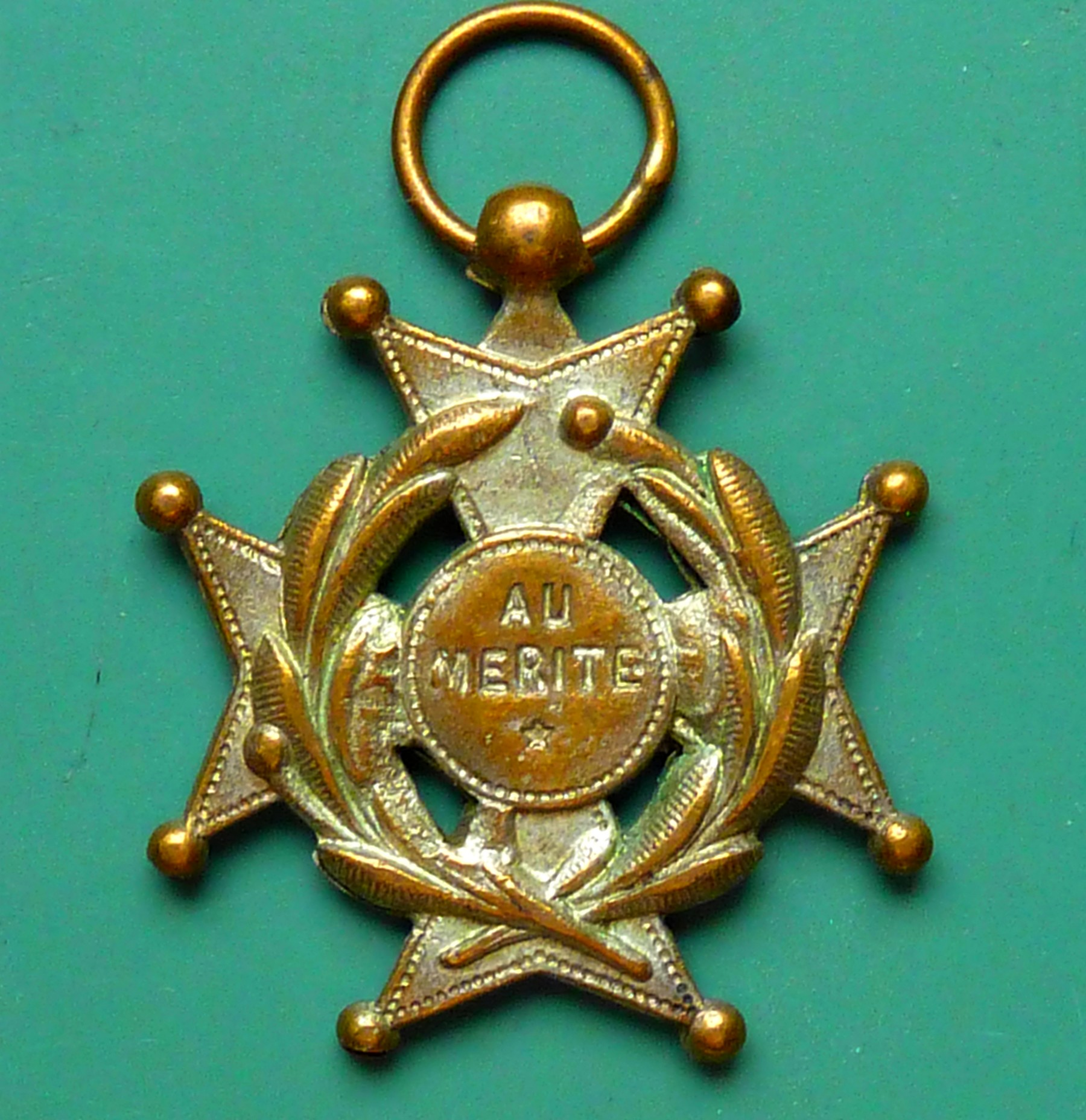
Médaille du mérite scolaire ou croix d'honneur, vers 1900, surtout utilisée dans l'enseignement confessionnel.

Aux Pays-Bas, dans la province de Groningue, on offre un stoetboom aux enfants ayant fait leur premier jour d'école primaire.